# سببية (قانون)
القانون يعرف السببية من الفلسفة ويضعها كأهم ركن من أركان العلاقات القانونية حيث تكون مناط الاعتبار في الفعل غير المشروع. أو الجريمة.
حيث تعرف علاقة السببية أو رابطة السببية بانها الرابطة بين الفعل أو مجموعة الأفعال وبين النتيجة أو مجموعة النتائج المترتبة عن الفعل أو مجموعة الأفعال.
فرابطة السببية هي علاقة السبب بالنتيجة.

## مفهوم السببية في القانون

### القانون الجنائي
هو تقريبا نفس ادراج مكانة السببية في القانون وهو مدى إمكانية الوصول إلى علاقة السببية بين المجرمين ومعرفة الأسباب الدافعة لوقوع الجريمة والتي تختلف من متهم إلى اخر.